# الركنية (عين مليلة)
قرية الركنية هي إحدى القرى التابعة لبلدية عين مليلة، تقع في الشمال الشرقي لولاية أم البواقي في الجزائر. يحدها من الشمال القرزي ورأس العين، من الغرب أولاد زايد، ومن الجنوب عين مليلة وأولاد قاسم، ومن الشرق منطقة تعرف ب 'القصر'.

## تاريخها
تعتبر القرية ثورية نسبة لعدد شهدائها الذين سقطوا ابان الثورة التحريرية.

## شكل القرية ومرافقها
يقطن القرية أكثر من 10 آلاف نسمة وهو يتوزعون بشكل غير منتظم عبر ثلاثة مجمعات سكنية تحوي القرية' مسجد علي بن أبي طالب' ومدرسة ابتدائية 'قرابصي إبراهيم' ومستوصف يمر بالقرية طريق يربط بين عين مليلة واولاد قاسم وسيقوس أهم الغابات الموجودة في ضواحي القرية هي المنيعة والعزلة والثنايا ...